# Hřib nachovýtrusý
Hřib nachovýtrusý (Porphyrellus porphyrosporus (Fr.) E.-J. Gilbert) je jedlá houba z čeledi hřibovitých.

## Název
Lidové názvy: kominík, černoušek, dýmovník

## Popis
Klobouk je sametově šedohnědý. Rourky má v mládí bělavé až šedé, později šedohnědé. Plstnatý třeň válcovitý nebo kyjovitý plstnatý od spodu přechází barva od bělavé po barvu klobouku.
Nehrozí možnost záměny s žádnou nejedlou houbou. Po přepůlení začne vnitřní strana pomalu hnědnout.

## Výskyt
Hřib nachovýtrusý roste od července do října. Vyskytuje se převážně v jehličnatých lesích v podhorských oblastech ale lze ho najít i v lesích smíšených.

## Využití
Hřib nachovýtrusý je jedlý, ale většinou se doporučuje pouze konzumace mladých plodnic ve směsi s jinými houbami.. Jeho převaha v jídle způsobuje petrolejovou příchuť.